# Pesem mladih
Pesem mladih je zborovska revija, ki jo od leta 1971 prireja Zveza cerkvenih pevskih zborov - ZCPZ iz Trsta in je namenjena otroškim in mladinskim pevskim zborom.
Leta 1971 je takratni župnik v Bazovici Marijan Živic priredil festival mladih glasov, kot srečanje folklornih skupin, ansamblov in zborov. Revijo je prevzela pod svoj okvir ZCPZ (pod pokroviteljstvom Slovenske prosvete) in je sčasoma postala izključno zborovske narave ter ponuja zgovoren in tudi zaradi velike udeležbe vedno popolnejši prikaz krajevnih, bodisi društevnih kot šolskih okvirov, kjer je slovensko zborovsko petje prisotno na različnih nivojih na Tržaškem. 